# Шаг (фильм)
«Шаг» (рабочее название — «Посла́ние в бу́дущее») — советско-японский двухсерийный художественный фильм 1988 года, основанный на реальных событиях.

## Сюжет
1959 год. В Японии эпидемия полиомиелита, от которого умирают или становятся инвалидами тысячи детей. Вакцина Солка, применяемая в Японии, эффективна лишь в 60% случаев, кроме того, её не хватает на всех нуждающихся. Простая японская женщина по имени Кейко, потеряв старшего сына, хочет во что бы то ни стало защитить от болезни младшего и решает поехать в СССР, чтобы приобрести и привезти в Японию новую советскую вакцину, разработанную доктором Гусевым, которая эффективна в 100% случаев и, в отличие от вакцины Солка, совершенно безопасна.
В СССР она получает вакцину для своего сына и покупает ещё тысячу доз для соотечественников, однако на таможне вакцину конфискуют — по японским законам любое лекарство, ввозимое в страну, должно пройти длительную проверку, занимающую два года. Японские матери устраивают акции протеста и требуют ввезти советскую вакцину немедленно, однако этому препятствуют бюрократические аппараты обоих государств.
Усилиями Кейко и других японских матерей с одной стороны и доктора Гусева с другой удаётся согласовать и осуществить отправку вакцины в Японию, благодаря чему удаётся спасти миллионы детских жизней.

## В ролях
- Комаки Курихара — Кейко
- Леонид Филатов — Сергей Гусев
- Олег Табаков — Евгений Ильич Тутунов
- Елена Яковлева — Татьяна
- Владимир Ильин — Станислав Борисович Медяев
- Андрей Харитонов — Игорь
- Го Ватанабэ — Кэн
- Акира Кумэ — министр
- Такэтоси Найто — директор
- Детлеф Кюгов — Хорст
- Вера Трофимова — Валентина
- Михаил Горевой — Венька-лаборант
- Сергей Марин — Андрей
- Рёти Огасавара — Тэцуо
- Масаки Тэрасома — Като
- Ринко Мацудзава — Тосико
- Фумико Кэро — Мацуэ
- Кадзуко Цудзи — Рэйко
- Андрей Щербович-Вечер — лаборант
- Гарик Сукачёв — эпизод
- Сергей Галанин — эпизод

## Съёмочная группа
- Авторы сценария: Виктор Мережко, Александр Митта, Владимир Цветов, Ёсики Ивама
- Режиссёр-постановщик: Александр Митта
- Оператор-постановщик: Валерий Шувалов
- Художники-постановщики: Игорь Лемешев, Владимир Фабриков, Такэхару Сакагути
- Звукооператоры: Юрий Рабинович, Сэндзи Хоригути

## Музыка
Кроме оригинальной музыки Игоря Кефалиди и Игоря Назарука использованы произведения А. Шнитке, написанные для предыдущего фильма А. Митты — «Сказка странствий».
Также звучат песни Гарика Сукачёва, Сергея Галанина и Валентина Овсянникова.